# Ponthieva campestris
Ponthieva campestris là một loài thực vật có hoa trong họ Lan. Loài này được (Liebm.) Garay miêu tả khoa học đầu tiên năm 1995.